# The Space Gamer
The Space Gamer a fost o revistă dedicată jocurilor de societate science fiction și fantasy și jocurilor de rol de societate. A crescut rapid în importanță și a fost o revistă importantă și influentă în domeniul său de la sfârșitul anilor 1970 până la mijlocul anilor 1980. Revista nu mai este publicată, dar deținătorii drepturilor de autor mențin o prezență pe web folosind titlul său final Space Gamer/Fantasy Gamer.

## Istorie
The Space Gamer (TSG) a început ca o publicație trimestrială (în format aproximativ 14 × 21 cm) a noii companii Metagaming Concepts⁠(d) în martie 1975. Howard M. Thompson⁠(d), proprietarul Metagaming și primul redactor șef al revistei, a declarat: „Revista a fost planificată după al treilea sau al patrulea joc, dar circumstanțele ne cer să o facem acum” (după primul lor joc, Stellar Conquest⁠(d) ). După numărul 17, a devenit o revistă bilunară de mărime normală (Bedsheet⁠(d)), tipărită pe hârtie de calitate⁠(d).
Când Steve Jackson a părăsit Metagaming pentru a-și fonda propria companie, și-a asigurat și dreptul de a publica The Space Gamer de la numărul 27 înainte. În prima ediție a companiei Steve Jackson Games⁠(d) (SJG), Howard Thompson a scris un raport despre Metagaming și a declarat „Colectivul Metagaming nu va rata efortul. După schimbarea proprietății, Metagaming se simte confortabil cu decizia; a fost lucrul corect de făcut.”  În același număr, Steve Jackson a anunțat: „ TSG va apărea lunar ... de la [numărul 28 (mai 1980)] încolo, va fi o revistă lunară.”  Revista a rămas sub conducerea SJG în următorii cinci ani, timp în care a fost cea mai populară și cea mai influentă. În 1983, revista a fost împărțită în două reviste bilunare separate, publicate în luni alternative: Space Gamer  și Fantasy Gamer ; prima concentrându-se în întregime pe science fiction, iar a doua pe fantasy. Acest aranjament a durat aproximativ un an. Fantasy Gamer a avut șase numere înainte de a fi unită cu Space Gamer.
La fel cum a pățit Metagaming, înainte, efortul de a produce o reviste a devenit mai mare decât era dispus să suporte editorul ei. Modificarea ca publicație bilunară nu a fost suficientă pentru a permite SJG să se concentreze pe jocuri noi așa cum și-au dorit, iar în 1985, s-a anunțat că a vândut Space Gamer pentru a avea timp de alte lucruri, în special GURPS⁠(d)(un sistem de jocuri de roluri de societate). Revista a fost vândută lui Diverse Talents, Incorporated (DTI), inițial ca secțiune în propria lor revistă The VIP of Gaming, dar în curând a devenit din nou o publicație separată cu numerotarea și formatul anterioare, dar cu numele Space Gamer/Fantasy Gamer. Space Gamer a încetat să mai fie publicată în septembrie 1985. 
De atunci, a avut mai mulți proprietari (3W Inc.; Future Combat Simulations; Better Games), toți păstrând numele final, dar reîncepând ocazional numerotarea. În cele din urmă, Better Games, acum redenumit Space Gamer, a cumpărat revista și i-a păstrat în viață titlul reinventându-l prin internet.
În 2010, compania Steve Jackson Games a început să republice numerele anterioare în format PDF.

## Editori
Metagaming
- C. Ben Ostrander: #9 (dec. /ian. 1976) – #26 (ian. /feb. 1980)
- Howard Thompson : #1 (drept de autor 1975) – #5 (mar. /mai 1976)

Steve Jackson Games
- Aaron Allston : # 52 (iunie 1982) – # 65 (sept/octombrie 1983)
  - De asemenea, Fantasy Gamer : #1 (aug. /Sep. 1983) și a co-editat Number #2 (dec. /ian. 1984)
- Christopher Frink: #66 (nov. /Dec. 1983) – #69 (mai/iunie 1984)
  - De asemenea, Fantasy Gamer : co-editat #2 (dec. /ian. 1984) și editat nr. 3 (feb. /Mar. 1984) – #6 (iunie/iulie 1984)
- Forrest Johnson: # 28 (mai/iunie 1980) – # 51 (mai 1982)
- Steve Jackson : #27 (mar. /Aprilie. 1980)
- Warren Spector⁠(d) : #70 (iulie/august 1984) – #76 (sept/octombrie 1985)

Diverse Talents Incorporated
- Anne Jaffe: #77 (ian. /feb. 1987) – #82 (iulie/aug. 1988)

3W Inc.
- Barry Osser și Jay Adan: Vol. II, Nr.1 (#86, iulie/aug. 1989) – Vol. II, nr.2 (#87, oct. /Nov. 1989)
- Jeff Albanese și Perrin D. Tong: #83 (oct. /Nov. 1988) – #85 (ian. /feb. 1989)

Future Combat Simulations
- Jeff Albanese și Perrin D. Tong: #88 (mar. /Aprilie. 1990) {Majoritatea articolelor tipărite în numărul 88 au fost din lucrări editate inițial de Barry Osser înainte de dispariția 3W Inc. dar nu i-au fost creditate.}

Better Games
- Pat Mannion: #1 (sept. /oct. 1992) – #3 (ian. /feb. 1993)
- Red Dog: #4 (mar. /Aprilie. 1993) – #8 (©1994, menționează „al 93-lea număr al publicației”, dar a fost de fapt al 96-lea în total)

## Recenzii
- Dragon #195 (iulie 1993)
- The Strategic Review #6

## Premii
The Space Gamer a câștigat în 1977 premiul Charles S. Roberts pentru cea mai bună revistă semiprofesională. The Space Gamer a primit premiul Origins pentru „Cea mai bună revistă profesională de joc de rol din 1982”.